# شبيهة المعثنة الشجيرية
شبيهة المعثنة الشجيرية (الاسم العلمي: Compsopogonopsis fruticosa) هي نوع من النباتات الحمراء تتبع جنس شبيهة المعثنة من فصيلة المعثنيات.